# بوم ژاردیم دی میناز
بوم ژاردیم دی میناز (به پرتغالی: Bom Jardim de Minas) یک منطقهٔ مسکونی در برزیل است که در میناز ژرایس واقع شده‌است. بوم ژاردیم دی میناز ۳۹۵ کیلومتر مربع مساحت و ۶٬۴۵۹ نفر جمعیت دارد و ۱٬۱۱۹ متر بالاتر از سطح دریا واقع شده‌است.